# Lucy Ann Polk
Lucy Ann Polk (* 16. Mai 1927; † 10. Oktober 2011) war eine US-amerikanische Jazz- und Big-Band-Vokalistin.

## Leben und Wirken
Polk begann um 1947 ihre Karriere bei Tommy Dorsey (Baby, Baby All the Time); bekannt wurde sie dann vor allem durch ihre Zusammenarbeit mit dem Bandleader Les Brown, in dessen Orchester sie Anfang der 1950er Jahre sang, als dort auch profilierte Jazzmusiker wie der Saxophonist Dave Pell und der Trompeter Don Fagerquist spielten. 1950 erschien die Single Crazy He Calls Me bei RCA Victor.  Mit Les Browns Orchester wirkte sie auch in einem Musikfilm mit (I’ve Got the World on a String, 1951).
1954 verließ sie Browns Orchester, da sie nicht länger auf strapaziöse Tourneen gehen wollte. Sie war außerdem Sängerin in den Bands von Kay Kyser und Dave Pell. 1951, 1952, 1953 und 1954 gewann sie den Downbeat Poll in der Kategorie Best Girl-Singer with Band. Polk legte insgesamt drei Soloalben vor, darunter Lucky Lucy Ann (1957), das Arrangements von Marty Paich enthielt und auch als einziges auf CD wiederveröffentlicht wurde.

## Diskographie
- Dave Pell Octet: Plays Burke and Van Heusen (Fresh Sound, 1953)[9]
- Lucy Ann Polk with The Dave Pell Octet (Trend, 1954)
- Lucky Lucy Ann (VSOP, 1957) mit Bob Hardaway, Dick Noel, Buddy Clark, Mel Lewis, Tony Rizzi
- Easy Livin’ (Interlude, 1959)
- Les Brown and His Orchestra: The Uncollected Vol. 3 (Hindsight Records, 1978)[10]